# أولاد اتميم (سكورة الحدرة)
أولاد اتميم هي إحدى مشيخات المملكة المغربية، تتبع جغرافيا لإقليم الرحامنة وإداريًا لسكورة الحدرة. يقدر عدد سكانها بـ 4867 نسمة حسب الإحصاء الرسمي للسكان والسكنى لسنة 2004.